# Сурначевская, Раиса Нефедовна
Раиса Нефедовна Сурначевская (в замужестве Николаева) — советская лётчица, участница Великой Отечественной войны.

## Биография
Родилась 8 августа 1922 года в Москве. Русская. Призвана Фрунзенским РВК города Москвы в 1941 году. В РККА с мая 1941 года. Была направлена в авиацию. Проходила службу в 586-м истребительном авиационном полку, сформированном из женщин под руководством Марины Расковой на самолётах Як-1. Впоследствии полку присвоено имя Марины Расковой.
В воздушном бою 19 марта 1943 года в паре с Тамарой Памятных с 42 бомбардировщиками Ju-88 в районе важного железнодорожного узла Касторная сбили 4 самолёта. За это они были награждены орденами Красного Знамени.
Чуть позже английский король, прочитав об этом сообщении, прислал лётчицам в подарок через советский МИД золотые часы. На часах было выгравировано: «Храброй и элегантной лётчице Лейтенанту Раисе Сурначевской от короля Англии Георга VI!».
11 мая 1944 года, в паре с командиром полка подполковником А. В. Гридневым сбила немецкий высотный разведчик He-177. Награждена орденом Отечественный войны II степени.
После войны была партийным работником. Работала в системе управления воздушным движением аэропорта. Жила в г. Днепропетровске, мать троих детей.

## Награды
- Награждена орденами Красного Знамени и Отечественной войны, а также медалями[4].